# Tyskland anno noll
Tyskland anno noll (italienska: Germania anno zero) är en italiensk-tysk-fransk dramafilm från 1948 i regi av Roberto Rossellini.

## Utmärkelser
Tyskland anno noll vann Guldleoparden vid Internationella filmfestivalen i Locarno 1948.

## Rollista i urval
- Edmund Moeschke - Edmund Koehler
- Ernst Pittschau - herr Koehler
- Ingetraud Hintze - Eva Koehler
- Franz-Otto Krüger - Karl-Heinz Koehler
- Erich Gühne - herr Henning, läraren
- Alexandra Manys - Evas väninna
- Babsi Schultz-Reckewell - Rademachers dotter
- Hans Sangen - herr Rademacher
- Hedi Blankner - fru Rademacher
- Franz von Treuberg - General von Laubnitz